# اچ‌پی پاویلیون
اچ‌پی پاویلیون (انگلیسی: HP Pavilion) شرکت فناوری اطلاعات آمریکایی است، که در سال ۱۹۹۵ توسط شرکت هیولت پاکارد تأسیس شد.